# ファラリス (競走馬)
ファラリス（Phalaris、1913年 - 1931年）とは、イギリスの競走馬・種牡馬である。子孫にネアルコやネイティヴダンサーが出ており、現代サラブレッドの約8割がこの馬に辿り着くと言われ、主流父系の始祖となった。馬名の由来は「ファラリスの雄牛」の逸話などで知られる古代シチリアの暴君ファラリスから。

## 戦績
競走成績はセントジョージハンデキャップ、ジューンステークス、チャレンジステークスなど24戦16勝、獲得賞金26294ドル相当。おもに短距離を走っていたためクラシックなど大レースには縁がなかった。

## 引退後
ファラリスは短距離で一定の戦績を残したものの、ステイヤーを好むダービー伯爵にとっては重要な馬ではなく、売却されそうになったこともある。しかし買い手がつかず、初年度の1919年は仕方なくチェヴァリーパークスタッドで供用したところ予想外の成功を収め、1921年からはサイドヒルスタッドで繋養された。ダービーステークスを8馬身差で圧勝したマンナやセントレジャーステークスを快勝したフェアウェイらを輩出し1925年・1928年のイギリスリーディングサイアーを獲得している。1931年に種付け中の心臓麻痺で死亡した。
直系子孫はフェアウェイとその兄ファロス、シックル・ファラモンド兄弟が種牡馬として成功したことで、現在のサラブレッドの8割以上を占めるまでに繁栄した。詳細はファラリス系を参照されたい。

## 代表産駒
- シャトレーヌ / Chatelaine（1933年オークス、チャンピオンステークス）
- コロラド / Colorado（1926年2000ギニー、1927年エクリプスステークス）
- フェアアイル / Fair Isle（1930年1000ギニー）
- フェアウェイ / Fairway（1928年セントレジャーステークス、1928年・1929年チャンピオンステークス、英リーディングサイアー4回）
- マンナ / Manna（1925年2000ギニー、ダービーステークス）
- ファラモンド / Pharamond（1927年ミドルパークステークス）
- ファロス / Pharos（1924年チャンピオンステークス、1931年英リーディングサイアー）
- シックル  / Sickle（1936年・1938年米リーディングサイアー）

上記の内、ファロス・フェアウェイ・フェアアイルはスカパフローを母とする兄弟、シックルとファラモンドはシリーンを母とする兄弟である。スカパフローとシリーンはどちらも父がチョーサーであった。父がファラリス、母父がチョーサーとなる配合は有名なニックスであり、第17代ダービー伯爵が多用した。

## 血統表
| ファラリスの血統       | ファラリスの血統                                                            | ファラリスの血統                                                            | （血統表の出典）                                                            | （血統表の出典） |
| 父系                   | ベンドア系                                                                  | ベンドア系                                                                  | ベンドア系                                                                  | [ § 2 ]          |
| 父 Polymelus 鹿毛 1902 | 父の父Cyllene 栗毛 1895                                                     | Bona Vista                                                                  | Bend Or                                                                     | Bend Or          |
| 父 Polymelus 鹿毛 1902 | 父の父Cyllene 栗毛 1895                                                     | Bona Vista                                                                  | Vista                                                                       |                  |
| 父 Polymelus 鹿毛 1902 | 父の父Cyllene 栗毛 1895                                                     | Arcadia                                                                     | Isonomy                                                                     | Isonomy          |
| 父 Polymelus 鹿毛 1902 | 父の父Cyllene 栗毛 1895                                                     | Arcadia                                                                     | Distant Shore                                                               |                  |
| 父 Polymelus 鹿毛 1902 | 父の母Maid Marian 黒鹿毛 1886                                               | Hampton                                                                     | Lord Clifden                                                                | Lord Clifden     |
| 父 Polymelus 鹿毛 1902 | 父の母Maid Marian 黒鹿毛 1886                                               | Hampton                                                                     | Lady Langden                                                                |                  |
| 父 Polymelus 鹿毛 1902 | 父の母Maid Marian 黒鹿毛 1886                                               | Quiver                                                                      | Toxophilite                                                                 | Toxophilite      |
| 父 Polymelus 鹿毛 1902 | 父の母Maid Marian 黒鹿毛 1886                                               | Quiver                                                                      | Young Melbourne Mare                                                        |                  |
| 母 Bromus 鹿毛 1905    | 母の父Sainfoin 栗毛 1887                                                    | Springfield                                                                 | St.Albans                                                                   | St.Albans        |
| 母 Bromus 鹿毛 1905    | 母の父Sainfoin 栗毛 1887                                                    | Springfield                                                                 | Viridis                                                                     |                  |
| 母 Bromus 鹿毛 1905    | 母の父Sainfoin 栗毛 1887                                                    | Sanda                                                                       | Wenlock                                                                     | Wenlock          |
| 母 Bromus 鹿毛 1905    | 母の父Sainfoin 栗毛 1887                                                    | Sanda                                                                       | Sandal                                                                      |                  |
| 母 Bromus 鹿毛 1905    | 母の母Cheery 黒鹿毛 1892                                                    | St.Simon                                                                    | Galopin                                                                     | Galopin          |
| 母 Bromus 鹿毛 1905    | 母の母Cheery 黒鹿毛 1892                                                    | St.Simon                                                                    | St.Angela                                                                   |                  |
| 母 Bromus 鹿毛 1905    | 母の母Cheery 黒鹿毛 1892                                                    | Sunrise                                                                     | Springfield                                                                 | Springfield      |
| 母 Bromus 鹿毛 1905    | 母の母Cheery 黒鹿毛 1892                                                    | Sunrise                                                                     | Sunray                                                                      |                  |
| 母系(F-No.)            | (FN:1-i)                                                                    | (FN:1-i)                                                                    | (FN:1-i)                                                                    | [ § 3 ]          |
| 5代内の近親交配        | Lord Clifden 4×5=9.38%、Stockwell 5×5=6.25%、Springfield 3×4=18.75%（母内） | Lord Clifden 4×5=9.38%、Stockwell 5×5=6.25%、Springfield 3×4=18.75%（母内） | Lord Clifden 4×5=9.38%、Stockwell 5×5=6.25%、Springfield 3×4=18.75%（母内） | [ § 4 ]          |
| 出典                   | 1. 2. 3. 4.                                                                 | 1. 2. 3. 4.                                                                 | 1. 2. 3. 4.                                                                 | 1. 2. 3. 4.      |